# Palos Hills
Palos Hills est une ville du comté de Cook dans l'Illinois, aux États-Unis. Elle se situe dans la banlieue sud-ouest de Chicago. Elle est peuplée de 17 484 habitants en 2010.

## Source
- (en) Cet article est partiellement ou en totalité issu de l’article de Wikipédia en anglais intitulé « Palos Hills, Illinois » (voir la liste des auteurs).